# 湯出島橋
湯出島橋（ゆでじまばし）は、富山県南砺市の庄川に架かる国道156号の橋長約454 m（メートル）の橋梁である。橋名は、一帯の地名である湯出島からとられた。

## 概要
湯出島橋は崩落地点を迂回すべく架設された橋梁で、このため庄川を逆ローゼ桁と上路トラス桁によって2度渡河する曲線橋となっている。

### 諸元
- 形式 - 鋼単純合成鈑桁橋+鋼上路ローゼ橋+鋼単純合成鈑桁橋+PC単純ポストテンションT桁橋4連+鋼単純曲線非合成鈑桁橋+鋼単純上路トラス橋+鋼単純合成鈑桁橋
- 橋格 - 一等橋（TL-20 + 雪荷重100 kgf/m2）
- 橋長 - 453.947 m
  - 支間割 - 37.800 m + 126.000 m + 36.000 m + 19.020 m + 3×19.600 m + 35.046 m + 103.978 m + 28.000 m
- アーチライズ - 32.0 m
- 幅員
  - 総幅員 - 10.500 m
  - 有効幅員 - 9.500 m
  - 車道 - 7.570 m
  - 歩道 - 1.500 m
- 縦断勾配 - 3.52 %
- 横断勾配 - 2 - 6 %
- 床版 - 鉄筋コンクリート
- 橋台 - 重力式橋台（A1）、逆T式橋台（A2）
- 橋脚 - 重力式橋脚（P1・P2）、壁式橋脚（P3 - P7）、I式橋脚（P8・P9）
- 基礎 - 直接基礎（P1 - P3・P8・A2）、深礎杭基礎（A1・P4 - P7・P9）
- 鋼重 - 1479 t
- 施工 - 川田工業・住友重機械工業・高田機工
- 着工 - 1974年（昭和49年）6月1日[1]
- 竣工 - 1976年（昭和51年）10月25日[2]
- 開通 - 1976年（昭和51年）12月

## 歴史

### 橋梁建設に至る経緯
一般国道156号は1953年（昭和28年）に二級国道に指定されると、翌1954年（昭和29年）に辛うじて通行可能な車道が開通したが、幅員狭小、急カーブや落石、法面崩壊が著しく、半年近くの積雪時には通行不能に近かった。しかし、五箇山地区や白川郷の住民には唯一の生活道路にあったことから車道の改築が必要とされ、昭和30年代に富山県により一次改築が少しずつ進捗した。1966年（昭和41年）に岐阜県大野郡白川村大字小白川 - 富山県東礪波郡平村大字祖山までの延長27.9 km（キロメートル）が建設省による直轄権限代行区間となると、富山県内では北陸地方建設局富山工事事務所の所管となり同区間での改築事業が実施されていくことになった。
湯出島橋付近において国道156号は庄川左岸の崖縁を通っていたが、1973年（昭和48年）9月20日に上梨地先で道路拡幅工事中に、幅約100 mにわたって斜面の大崩落が発生し、現道は完全に寸断された。当該箇所では同年7月31日以降、数回にわたる小規模な法面崩落が発生しており、その都度崩土を除去して施工を行っていた。しかし、9月20日には数万立方メートルにも及ぶ大崩落となりスノーシェッドは完全に破壊され、現道はおよそ90 mにわたり崩土に埋もれた。このため緊急的に庄川対岸の村道への迂回路に着手しおよそ1か月後に供用開始した。
崩落地点は比較的硬い片麻岩による斜面となっている。崩落地の背後には旧期地すべりとみられる斜面があることから、大崩落の原因この旧期地すべりと岩石の風化破砕層が切土工によって比較的硬い表層の支持を失ったことおよび8月下旬からの連続降雨による軟弱層の飽和状態化によるもののと推定された。
法面崩壊を受けて改良の変更計画はトンネル案、現道案、橋梁案の3案が検討された。トンネル案は地質が悪く、施工中の安全性に課題があった。特に坑口地点での地質が悪く、傾斜が緩いことから十分な土被りが取れる箇所まで開削する必要があった。現道案は工費が最も嵩み。今後の安全性にも問題を抱えていた。崩土を除いてもなお、危険性が残存することから、現斜面の安全性を期すため崩落背後地点から30 mから切土を行い傾斜を緩やかにする必要がある。しかし、これによって上部の破砕帯を達することになりかえって状況を悪化させてしまうことになる。このため、3案中橋梁案が採択されることになった。

### 設計・施工
橋梁の経路は支間割と田向地区における土地確保の観点から右岸では可能な限り川側へ寄せることが求められたが、時期的に現地での正確な測量が不可能であった。このため旧測量図と冬季の測量結果から線形を決める必要があった。測量は支間割と上部工形式の観点から上卵型の線形が採用され、A1・A2の両橋台付近で現道にすり付けるものとしたため、縦断勾配はA1橋台からA2橋台への下り直線3.52 %となった。
形式は庄川を渡河する径間で問題ないものとし、逆ローゼ部では地形的・経済性の観点から支間長100 m以上が求められ、スパンライズ比が5 - 6が標準的であった。また、応力解析の都合、アーチ部の平面線形は直線である必要があったことから支間長126.000 mとなった。トラス部では、平面線形の都合、曲線の挿入が不可避であったが、対称な載荷は不可能であり、トラス主構に対するシフト量を最大2 mに抑え応力差を極力減じた。田向側は地形が急峻であること、現道側では崩落性の地形であることから支間長103.978 mとなった。その他径間は、鋼単純合成鈑桁、鋼単純曲線非合成鈑桁、PC単純T桁が採用された。
本橋は「上梨橋」の仮称で工事が進められ、1974年（昭和49年）6月1日に着工、1976年（昭和51年）10月25日の完成式を経て、同年12月に富山県内初の半円型の橋として竣工を迎えた。

### 耐震補強
一般国道156号は第1次緊急通行確保路線に位置付けられている。2004年（平成16年）の新潟県中越地震や2005年（平成17年）の福岡県西方沖地震などを契機に緊急輸送道路の橋梁耐震補強3箇年プログラムが策定されたものの、湯出島橋は特殊な構造を有する径間があり同プログラムでの耐震補強ができなかった。このため、近年の耐震補強工法の進化を踏まえローゼ部とその前後の1径間について2014年（平成26年）に制震ダンパーの設置およびアーチ支承部のコンクリートヒンジ化などの耐震補強工事が実施された。